# Athlétisme aux Jeux de l'Extrême-Orient
L'athlétisme était une des disciplines aux Jeux de l'Extrême-Orient. Les épreuves d'athlétisme se sont tenues à chacune des dix éditions de ces jeux, qui ont existé entre 1913 et 1934. Ceux-ci sont considérés comme la première compétition d'athlétisme internationale majeure et régulière entre des nations asiatiques. À partir de 1951, les Jeux asiatiques remplacent cette compétition.
Au début du XXe siècle, grâce à ses liens avec les États-Unis, les Philippines (qui étaient une colonie américaine) étaient initialement la meilleure nation asiatique sur les activités sur piste. Elwood Brown, alors président de la Fédération Sportive Amatrice Philippine, a particulièrement développé les sports américains aux Philippines. Il a eu un rôle important dans la création de l'Association Sportive d'Extrême-Orient et les épreuves d'athlétisme étaient l'attraction principale de l'édition inaugurale des Jeux de l'Extrême-Orient.

## Éditions
| N° | Édition                       | Ville hôte | Nation Victorieuse | Nb. d'épreuves |
| -- | ----------------------------- | ---------- | ------------------ | -------------- |
| 1  | Jeux de l'Extrême-Orient 1913 | Manille    | Philippines        | 17             |
| 2  | Jeux de l'Extrême-Orient 1915 | Shanghai   | Philippines        | 17             |
| 3  | Jeux de l'Extrême-Orient 1917 | Tokyo      | Philippines        | 18             |
| 4  | Jeux de l'Extrême-Orient 1919 | Manille    | Philippines        | 18             |
| 5  | Jeux de l'Extrême-Orient 1921 | Shanghai   | Philippines        | 18             |
| 6  | Jeux de l'Extrême-Orient 1923 | Osaka      | Japon              | 19             |
| 7  | Jeux de l'Extrême-Orient 1925 | Manille    | Philippines        | 19             |
| 8  | Jeux de l'Extrême-Orient 1927 | Shanghai   | Japon              | 19             |
| 9  | Jeux de l'Extrême-Orient 1930 | Tokyo      | Japon              | 19             |
| 10 | Jeux de l'Extrême-Orient 1934 | Manille    | Japon              | 19             |

## Liste des épreuves
| Epreuve                           | 1913 | 1915 | 1917  | 1919 | 1921 | 1923 | 1925 | 1927 | 1930 | 1934 | Total |
| --------------------------------- | ---- | ---- | ----- | ---- | ---- | ---- | ---- | ---- | ---- | ---- | ----- |
| 100 yards/100 mètres              | y    | y    | y     | y    | y    | y    | m    | m    | m    | m    | 10    |
| 220 yards/200 mètres              | y    | y    | y     | y    | y    | y    | m    | m    | m    | m    | 10    |
| 440 yards/400 mètres              | y    | y    | y     | y    | y    | y    | m    | m    | m    | m    | 10    |
| 880 yards/800 mètres              | y    | y    | y     | y    | y    | y    | m    | m    | m    | m    | 10    |
| Mile/1 500 mètres                 | y    | y    | y     | y    | y    | y    | m    | m    | m    | m    | 10    |
| Course hors-stade                 | 5 mi | 8 mi |       | 5 mi |      |      |      |      |      |      | 3     |
| Course de fond                    |      |      | 10 mi |      | 5 mi | 5 mi |      |      |      |      | 3     |
| 10 000 mètres                     |      |      |       |      |      |      | m    | m    | m    | m    | 4     |
| 120 yards/110 mètres haies        | y    | y    | y     | y    | y    | y    | m    | m    | m    | m    | 10    |
| 220 yards/200 mètres haies        | y    | y    | y     | y    | y    | y    | m    | m    | m    |      | 9     |
| 400 mètres haies                  |      |      |       |      |      |      |      |      |      | m    | 1     |
| Relais 4 × 100 mètres             |      |      |       |      |      |      |      |      |      | m    | 1     |
| 4×220 yards/Relais 4 × 200 mètres | y    | y    | y     | y    | y    | y    | m    | m    | m    |      | 9     |
| 4×440 yards/Relais 4 × 400 mètres | y    | y    | y     | y    | y    | y    | m    | m    | m    | m    | 10    |
| Saut à la perche                  | •    | •    | •     | •    | •    | •    | •    | •    | •    | •    | 10    |
| Saut en hauteur                   | •    | •    | •     | •    | •    | •    | •    | •    | •    | •    | 10    |
| Saut en longueur                  | •    | •    | •     | •    | •    | •    | •    | •    | •    | •    | 10    |
| Triple saut                       |      |      |       |      |      | •    | •    | •    | •    | •    | 5     |
| Lancer du poids                   | •    | •    | •     | •    | •    | •    | •    | •    | •    | •    | 10    |
| Lancer du disque                  | •    | •    | •     | •    | •    | •    | •    | •    | •    | •    | 10    |
| Lancer du javelot                 |      |      | •     | •    | •    | •    | •    | •    | •    | •    | 8     |
| Pentathlon                        | •    | •    | •     | •    | •    | •    | •    | •    | •    | •    | 10    |
| Décathlon                         | •    | •    | •     | •    | •    | •    | •    | •    | •    | •    | 10    |

## Records

### Records de médailles

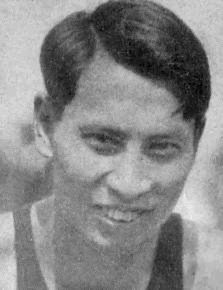
Mikio Oda

| Athlète           | Titres | Pays        | Épreuves                                                | Période   |
| ----------------- | ------ | ----------- | ------------------------------------------------------- | --------- |
| Fortunato Catalon | 9      | Philippines | 100 yd (4), 100 m (1), 200 yd (4)                       | 1917–1925 |
| Mikio Oda         | 7      | Japon       | Saut en longueur (2), triple saut (4), décathlon        | 1923–1930 |
| Regino Ylanan     | 4      | Philippines | Shot put (2), lancer du disque, pentathlon              | 1913–1915 |
| Genaro Saavedra   | 4      | Philippines | 100 yards, saut en hauteur, saut à la perche, décathlon | 1915      |

## Tableau des médailles
Le tableau ci-dessous présente le bilan, par nations.
| Rang | Nation      | Or | Argent | Bronze | Total |
| ---- | ----------- | -- | ------ | ------ | ----- |
| 1    | Philippines | 89 | 72     | 79     | 240   |
| 2    | Japon       | 77 | 81     | 60     | 218   |
| 3    | Chine       | 18 | 33     | 35     | 86    |